# 腰果楠
腰果楠（学名：Dehaasia incrassata），为樟科莲桂属下的一个植物种。